# Joie et Réconfort
Pour plus de détails, voir Fiche technique et Distribution.
Joie et Réconfort (Comfort and Joy) est un film écossais, réalisé par Bill Forsyth, sorti en 1984.

## Synopsis
Un animateur de radio locale à Glasgow se retrouve mêlé à une rivalité entre deux marchands de glaces.

## Fiche technique
- Titre français : Joie et Réconfort
- Titre original : Comfort and Joy
- Réalisation : Bill Forsyth
- Scénario : Bill Forsyth
- Production : Thorn EMI
- Photographie : Chris Menges
- Musique : Mark Knopfler
- Montage : Michael Ellis
- Durée : 106 minutes
- Distributeur : Thorn EMI (UK), Universal Pictures (USA)
- Dates de sortie : 
  - France : 17 mai 1984 (marché du Festival de Cannes)
  - USA : 10 octobre 1984
  - OK : 14 août 1984

## Distribution
- Bill Paterson : Alan Bird
- Eleanor David : Maddy
- Clare Grogan : Charlotte
- Alex Norton : Trevor
- Patrick Malahide : Colin
- Rikki Fulton : Hilary
- Roberto Bernardi : "Mr. McCool"
- George Rossi : Bruno
- Peter Rossi : Paolo
- Billy McElhaney : Renato
- Gilly Gilchrist : Rufus
- Caroline Guthrie : Gloria
- Ona McCracken : Nancy
- Elizabeth Sinclair : Fiona
- Katy Black : Sarah
- Robin Black : Lily
- Ron Donachie : George
- Arnold Brown : le psychiatre
- Iain McColl : Archie
- Billy Johnstone : Amos

## Bande originale
La musique du film a été composée par Mark Knopfler, qui avait déjà composé la musique du précédent film de Bill Forsyth, Local Hero. Certains passages sont extraits de l'album de Dire Straits Love over Gold.  La bande originale, éditée chez Vertigo, comprend les titres suivants:
- Comfort Comfort (Theme From Comfort And Joy)
- Joy
- A Fistful Of Ice Cream

## Distinctions
- Nommé aux British Academy Film Awards pour le meilleur scénario
- Remporte le prix du meilleur film aux National Society of Film Critics Awards[5]